# 宝珠草
宝珠草（学名：Disporum viridescens）为秋水仙科万寿竹属的植物。分布在日本、远东地区、朝鲜以及中国大陆的吉林、辽宁、黑龙江等地，生长于海拔500米至600米的地区，一般生于林下或山坡草地，目前尚未由人工引种栽培。